# Escorrentía

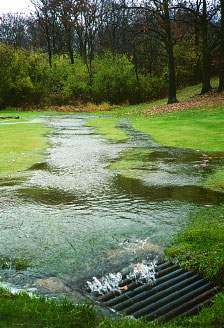
Escorrentía de aguas pluviales.

Se llama escorrentía o escurrimiento a la corriente de agua que se vierte al rebasar su depósito o cauce naturales o artificiales. En hidrología, la escorrentía hace referencia a la lámina de agua que circula sobre la superficie en una cuenca de drenaje, es decir, la altura en milímetros del agua de lluvia escurrida y extendida. Normalmente se considera como la precipitación menos la evapotranspiración real y la infiltración del sistema suelo. 
Según la teoría de Horton, se forma cuando las precipitaciones superan la capacidad de infiltración del suelo. Esto solo es aplicable en suelos de zonas áridas y de precipitaciones torrenciales. Esta deficiencia se corrige con la teoría de la saturación, aplicable a suelos de zonas de pluviosidad elevada y constante. Según dicha teoría, la escorrentía se formará cuando los compartimentos del suelo estén saturados de agua.
La escorrentía es uno de los procesos básicos propios del ciclo del agua. Hace referencia al flujo de agua procedente de las lluvias o deshielo de nieve que circula sobre la superficie del suelo una vez supera su capacidad de evaporización y de infiltración de la misma, según explican desde el Programa de las Naciones Unidas para el Desarrollo (PNUD). Existen diferentes tipos que van desde la superficial, hipodérmica y subterránea. 
La escorrentía superficial es una de las principales causas de erosión a nivel mundial. Suele ser particularmente dañina en suelos poco permeables, como los arcillosos, y en zonas con una cubierta vegetal escasa.
La proporción de agua que sigue cada uno de estos caminos depende de factores como el clima, el tipo de roca o la pendiente del terreno. De modo similar, en lugares en los que hay abundantes materiales sueltos o muy porosos, es muy alto el porcentaje de agua que se estanca.

## Parámetros que influyen en la escorrentía
Los principales parámetros que afectan la escorrentía son:
- La intensidad de la precipitación;
- La capacidad de infiltración de una superficie particular; se ha producido un extraordinario desplazamiento del balance hídrico en favor de las escorrentías –en lugar de las infiltraciones– como consecuencia de la impermeabilización de grandes superficies cerca de las ciudades y zonas metropolitanas.[2]
- La condición hidráulica a la que se encuentra el suelo o la roca; y,
- Las características hidráulicas del suelo o roca.

La comparación entre estas variables permite obtener información sobre los procesos que se pueden presentar bajo diferentes situaciones. Las condiciones en las que se encuentra el suelo en el momento en que se produce la precipitación, afectará de forma sustancial el escurrimiento o escorrentía. Se pueden distinguir los siguientes casos:
- Si la intensidad de la precipitación es menor que la capacidad de infiltración y el contenido de humedad del suelo es menor a su capacidad de campo, el escurrimiento sobre la superficie del terreno será reducido, ya que el suelo será capaz de captar una parte importante del volumen de agua que precipita sobre este. El flujo subsuperficial será muy reducido, ya que el agua captada es retenida por la capilaridad y aumentará el contenido de humedad inicial en el suelo.
- Cuando la intensidad de la precipitación es menor que la capacidad de infiltración y el contenido de humedad del suelo está próximo o igual a la capacidad de campo, parte de la precipitación se convertirá finalmente en escurrimiento sobre el terreno; sin embargo, los volúmenes seguirán siendo de poca cuantía. El flujo subsuperficial será importante. Se puede notar que esta segunda situación frecuentemente se deriva de la primera, cuando la precipitación dura ininterrumpidamente un cierto período de tiempo.
- Si la intensidad de la precipitación es mayor que la capacidad de infiltración y el contenido de humedad del suelo o roca es menor a su capacidad de campo. El suelo, presentando una deficiencia de humedad importante, permitirá que el agua que precipite, a pesar de que la capacidad de infiltración es reducida, se utilice parcialmente en abastecer de humedad al suelo, escurriendo solo una porción relativamente pequeña.
- Finalmente, cuando la intensidad de la precipitación es mayor que la capacidad de infiltración y el contenido de humedad del suelo o roca es mayor o igual a su capacidad de campo. En este caso, al encontrarse el suelo en condición cercana a la saturación, no permitirá una infiltración importante, de modo que la mayor parte del agua precipitada se convertirá en escurrimiento sobre el terreno. El flujo subsuperficial también será importante. Cuando la parte somera de un suelo no permite una infiltración importante, la saturación en un suelo tendrá lugar solo en una porción cercana a la superficie, siendo incapaz el frente de humedad de avanzar a mayor profundidad, favoreciendo de esta manera el escurrimiento sobre el terreno.